# Referéndum constitucional de Haití de 1918
Un referéndum constitucional tuvo lugar en Haití el 12 de junio de 1918. A los electores se les preguntó que aprobaran o rechazaran una nueva constitución, que había sido impuesta por el gobierno estadounidense.
Fue aprobada por el 99,2% de los electores, aunque menos del 5% de la población votó. 

## Resultados
| Opción                | Votos  | %    |
| --------------------- | ------ | ---- |
| A favor               | 98 294 | 99,2 |
| En contra             | 769    | 0,8  |
| Votos en blanco/nulos |        | -    |
| Total                 | 99 063 | 100  |
| Fuente: Nohlen        |        |      |